# Кларк, Чарльз
Чарльз Кларк (англ. Charles Heber Clark; 1841 — 4 сентября 1915) — американский писатель.

## Биография
Чарльз Кларк родился 1841 года в городе Берлине (Мэриленд, США).
Больше известен под псевдонимом «Макс Аделер» (англ. Max Adeler), автор сборника экстравагантно-юмористических рассказов «Out of the Hurly Burly» (1874), «Elbow Poom», «Random shots», «Fortunat Island» (1881), «Captain Bluit», «Transformations» (1898) и др.
Чарльз Кларк умер 4 сентября 1915 года 